# Sporopipes
Sporopipes – rodzaj ptaków z podrodziny dziergaczy (Plocepasserinae) w rodzinie wikłaczowatych (Ploceidae).

## Występowanie
Rodzaj obejmuje gatunki występujące w Afryce.

## Morfologia
Długość ciała około 11 cm; masa ciała 10–22 g.

## Systematyka

### Etymologia
Sporopipes: gr. σπορος sporos – „ziarno”, od σπειρω speirō – „siać”; οπιπευω opipeuō – „oglądać, gapić się”.

### Podział systematyczny
Do rodzaju należą następujące gatunki:
- Sporopipes squamifrons (A. Smith, 1836) – łuskogłowik czarnobrody
- Sporopipes frontalis (Daudin, 1800) – łuskogłowik rdzawoszyi